# Sascha Mersch
Sascha Mersch (* 3. April 1973 in Kassel) ist ein deutscher Pianist, Sänger und Komponist aus Berlin. Stilistisch bewegt er sich zwischen Independent, Punk und Ballade.
Sascha Mersch wuchs in Kassel auf. Im Jahr 2001 kam er nach Berlin, wo er seinen charakteristischen Stil zwischen Performance-Kunst und Musik entwickelte. Seine Texte sind Lyrikvertonungen, unter anderem von Leander Sukov oder stammen aus seiner eigenen Feder. Die CD Perlensau wurde nach dem gleichnamigen Gedicht von Leander Sukov benannt, das 2008 im Gedichtband Perlensau im Kulturmaschinen-Verlag erschien. Kritiker ziehen Vergleiche zu Konstantin Wecker, bescheinigen ihm „eigenwilliges und avantgardistisches Songwriting“ und bezeichnen seine Performance als „Theater für die Ohren“.

## Diskographie
- Herbstlaub (2008)
- Perlensau (2009)